# Pál-Antal Sándor
Pál-Antal Sándor (Csíkkarcfalva, 1939. szeptember 26. –) erdélyi magyar történész, levéltáros, az MTA külső tagja.

## Életútja
Középiskoláit Nagybányán és Csíkszeredában végezte (1956); a Babeș-Bolyai Egyetemen történelem szakos tanári diplomát szerzett (1963). A Marosvásárhelyi Állami Levéltárban kezdte pályáját, levéltáros (1963–67), majd főlevéltáros, 1981-től a magyar paleográfia lektora az Állami Levéltár bukaresti továbbképző központjában. Újabb beosztása 1995-től Marosvásárhelyt: levéltári szakértő. Az EME marosvásárhelyi fiókjának elnöke. 2010-ben a Magyar Tudományos Akadémia külső tagjává választották.

## Munkássága
Tárgyköre a székelység múltja, intézményrendszere. Szakcikkeit közli A Hét, Hargita, Revista Arhivelor, Terra Nostra, Marisia, Acta Musei Porolissensis, Székelység, Művelődés, Hargita Népe, Népújság. Kiemelkedő tanulmánya az 1809-es székely parasztmegmozdulásokról (Marisia 1978/8). A Székely felkelés 1595-1596 című gyűjteményben (1979) is tanulmánnyal szerepel. Társszerzője a Maros megyei Állami Levéltár román nyelvű Útmutatójának (Îndrumător în Arhivele Statului Mureș. 1984). Szabó Miklóssal közösen dolgozta fel az 1809-es Kővár vidéki parasztfelkelések eseményeit (Acta Musei Porolissensis, Zilah 1986) s a 19. század eleji adó- és úrbéri összeírásokat (Realizări ale cercetării științifice în județul Mureș. Marosvásárhely 1987). Tanulmányt szentelt ezenkívül Csíkszereda mezőváros 16-17. századi településfejlődésének (Város – mezőváros – városiasodás. Veszprém 1992). Kiegészítette és sajtó alá rendezte Vígh Károly kéziratban maradt helynévgyűjteményét (Marosvásárhelyi helynevek és földrajzi közszavak. Csíkszereda 1996). Társszerkesztője A Maros megyei magyarság történetéből című kétkötetes gyűjteménynek (Marosvásárhely I. 1997; II. 2001); az elsőben Szabó Miklóssal közösen írt tanulmányai: Legrégibb Maros megyei településeink és A marosszéki szabad székelyek mozgalma 1809-ben.

## Művei (válogatás)
- Backamadaras 600 éve (társszerzésben, Székelyudvarhely 1992)
- Egy forró nyár Udvarhelyszéken. A szabad székelyek engedetlenségi mozgalmáról 1809-ben (Társszerző Szabó Miklós. Székelyudvarhely, 1995. Múzeumi Füzetek XII.)
- Csíkmadaras. Egy felcsíki falu hét évszázada (társszerzésben, Marosvásárhely 1996)
- A marosvásárhelyi utcák, közök és terek történeti névtára (Csíkszereda 1997)
- Karcfalva múltjából; Alutus, Csíkszereda, 2001
- Benkő Károly: Marosvásárhely szabad királyi város leírása 1862-ben; szerk., tan., jegyz. Pál-Antal Sándor; Mentor, Marosvásárhely, 2001 (Erdély emlékezete)
- Kádár Zsombor–Pál-Antal Sándor: A székelyföldi erdészet és faipar. Történeti kronológia; Mentor, Marosvásárhely, 2002 (Erdély emlékezete)
- Székely önkormányzat-történet; Mentor, Marosvásárhely, 2002 (Erdély emlékezete)
- Emlékkönyv Kiss András születésének nyolcvanadik évfordulójára; szerk. Pál-Antal Sándor et al.; Erdélyi Múzeum-Egyesület, Kolozsvár, 2003
- A Székelyföld és városai. Történelmi tanulmányok és közlemények; Mentor, Marosvásárhely, 2003 (Erdély emlékezete)
- Maros-széki intézmények és pecsétjeik a XVI. századtól 1867-ig; Mentor, Marosvásárhely, 2004 (Erdély emlékezete)
- Az 1848–49-es forradalom és szabadságharc Udvarhelyszéken. Korabeli iratok, jegyzőkönyvek, lajstromok; közli Pál-Antal Sándor, Zepeczaner Jenő; Haáz Rezső Alapítvány, Székelyudvarhely, 2005
- Áldozatok – 1956. A forradalmat követő megtorlások a magyar autonóm tartományban; Mentor, Marosvásárhely, 2006 (Erdély emlékezete)
- Marosvásárhely XVII-XVIII. századi jogszabályai és polgárnévsorai; Mentor, Marosvásárhely, 2006 (Erdély emlékezete)
- Teremtő életek. Marosvásárhelyi személyiségek. Tanulmányok; szerk. Pál-Antal Sándor, Simon Zsolt; Mentor, Marosvásárhely, 2011
- Történelmi szimbólumaink, székelyföldi pecsétek; Mentor, Marosvásárhely, 2014
- Mesterségem címere: Bodor Péter. Egy zseniális székely elme; Mentor Könyvek, Marosvásárhely, 2015

## Díjak, elismerések
- Pauler Gyula-díj (2002)
- Magyar Érdemrend lovagkeresztje (2020)[1]
- Marosvásárhely díszpolgára[2]